# الهوسا في السودان

هذا علم الهوسا العرقي منذ عام 1966.شعب الهوسا هي الجماعة العرقية المهيمنة في شمال ووسط نيجيريا والنيجر وممتدة في منطقة الساحل والصحراء أو الحزام السوداني. كما هي أكبر وأهم مجموعة عرقية في السودان ومتواجدة في معظم ولايات السودان.

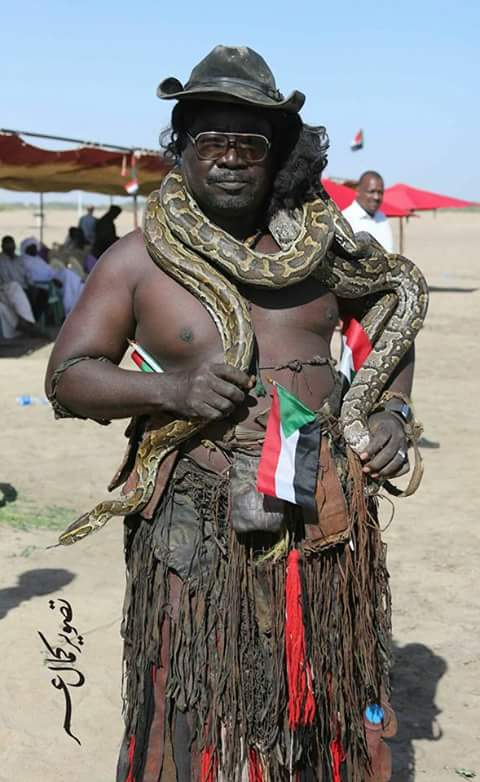
مي ينكن وٌقا

الكيتا التراث الشعبي للهوسا والبرنو.

تعتبر قبائل الهوسا من القبائل السودانية الكبيرة، وقد انتشرت في جميع أنحاء السودان بفضل تدينهم وحبهم للعمل وتداخلهم وانفتاحهم ومصاهرتهم مع القبائل السودانية المختلفة وهي قبيلة مسالمة جدا.

## تاريخ الهوسا في السودان

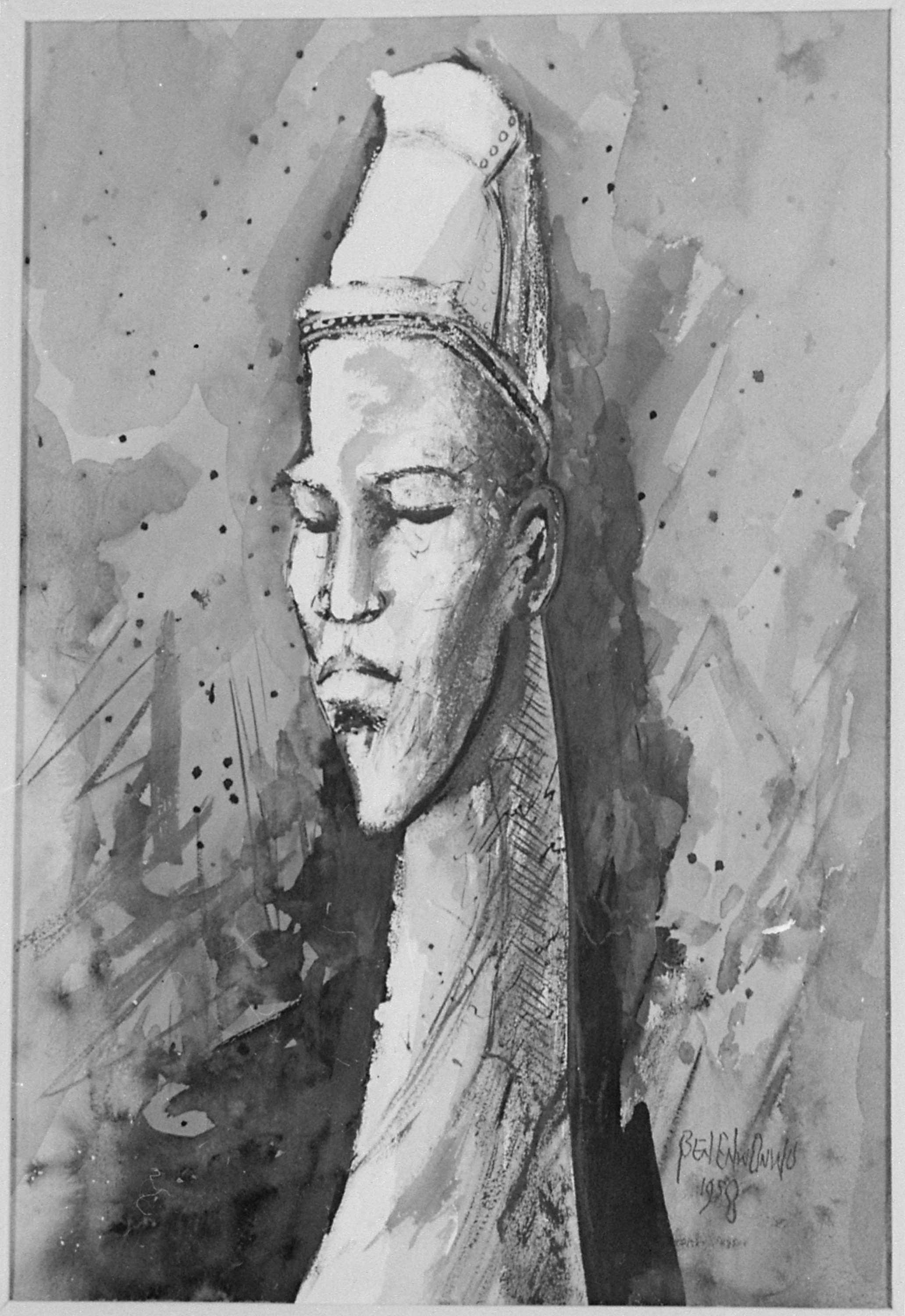

لا أحد يستطيع تحديد تاريخ بداية استقرار أو تواجد الهوسا في السودان، غير أن المؤرخين يؤكدون أن طريق الحج عبر السودان كان سالكاً منذ بداية القرن الثامن عشر، وأن حجاج غرب إفريقيا، ابتداءً من السنغال، كانوا يؤدون فريضة الحج عبر هذا الطريق. ودراسة عملية استقرارهم هذه والتعاطي معها يقتضيان النظر إليها في سياقها التاريخي الذي جرت فيه، وسياقها الروحي الذي تمت فيه. فكثير من أبناء الجيل الحالي يتخيل أن هذه القارة الإفريقية موجودة بتقسيماتها الحدودية الحالية منذ الأزل، وقليل منهم من يعرف أن الحدود السياسية بين الأقطار الإفريقية لا يتعدى عمرها الـ (114) عاماً (مؤتمر برلين عام 1884). فقبل هذا التاريخ كانت كل المساحة الجغرافية الممتدة من السنغال عبر القارة إلى البحر الأحمر تعرف بـ«بلاد السودان»، وتنتظمها ممالك وسلطنات ومشيخات، يعمل كل حاكم على تغذية منطقة نفوذه بمزيد من السكان عن طريق الاستقطاب والتشجيع على الاستقرار، ذلك لأن السكان هم دعامة القوة الاقتعصادية والعسكرية، في وقت لم تدخل فيه الآلة في الإنتاج ولم تظهر الآلة العسكرية بعد. لذلك فقد كان انتقال مجموعة بشرية من مكان إلى آخر داخل القارة يتم بصورة سلسة، تخدم مصالح مشتركة لكل من الضيوف والمضيفين. هذا من ناحية السياق التاريخي.
أما في ما يتصل بالسياق الروحي، فإن أهم عوامل استقرار الهوسا في السودان يتمثل في ما يعرف بـ«الحج بمشقة» (Pilgrimage with hardship) وبعض العوامل الاقتصادية الملازمة له بصورة مباشرة أو غير مباشرة. فقد رسخ في مفهوم الحاج الهوساوي إلى وقت قريب، عدم جدوى تكبد المشاق وقطع آلاف الأميال إلى الأراضي المقدسة، والتعرض لشتى أنواع المخاطر من حيوانات مفترسة وغير ذلك، ما لم يضمن أداء حج سليم من جميع أوجهه ونيل أكبر قدر من الأجر منه. لذلك عندما يغادر الحاج بلاده كان يترك وراءه كل أمواله التي لم يتأكد من مصدرها من حيث الحلال والحرام، ويبدأ في توفير مال الحج من كسب يده، وذلك بالعمل اليدوي الشاق أثناء الرحلة. لهذا السبب تستغرق رحلة الحج والعودة فترة طويلة تتراوح بين ثلاث إلى سبع سنوات. رغم أن الغالبية العظمى من هؤلاء الحجاج كانوا يوفقون في أداء فريضة الحج والعودة إلى بلادهم، إلا أن البعض منهم قد لا يتمكن من الوصول إلى الأراضي المقدسة. كما أن منهم من يتخلف في طريق العودة، وينتهي بهم الأمر إلى الاستقرار الدائم. وهناك دراسة لباحث غاني (باوا يامبا) عن الهوسا في الجزيرة تفيد بأن من أسباب تعثر الحجاج، عدم تكافؤ الأجر مع العمل. فقد يعمل الحاج لعام كامل وفي نهاية العام «يطلع مطالب»، أي عليه تسديد دين بسبب أن أجره لعام لا يكفي صرفه لعام، ناهيك عن أن يوفر منه شيئا.

### الهوسا والثورة المهدية وسلطنات السودان القديم

فارس من كانو/هوساوي

رغم أن التأريخ أي كتبة الاحداث التأريخية يركز على القادة ورجال الدين بالدرجة الأولى، ويأتي الشعوب في درجة مرافقة، إلا ان التأريخ يذكر للهوسا إسهاماتهم على المستويات الإدارية والقضائية والدينية في سلطنات السودان القديم والثورة المهدية.
للخليفة عبد الله.الهوسا والمهدية.
لقد برز من أمراء الهوسا في الثورة المهدية القائد (مندي أبو دقن الهوساوي) الذي أبلي بلاءا حسنا في مجاهدة الإنجليز، والقائد أبو التيمان الذي قاد حلف المسراب بالعباسية تقلي في جبال النوبة وهو الحلف الذي شكل دفعة قوية لانتصارات المهدي وكثيرون غيرهم شاركوا منهم من مات شهيدا ومنهم من قضي نحبه لاحقا وكانوا دوما علي العهد بهم ملبين لنداء الدين والوطن.
ومن المستندات الموجودة بمتحف شيكان بمدينة الابيض يوميات المجاهد (حمزة عبد الله ابكر) الحلاق الخاص بالامام المهدي والتي تظهر تفاصيل عديدة لمسيرة المهدي من خلال اليوميات التي كتبت.
ويزكر المؤرخون الذين كتبوا عن الخليفة عبد الله التعايشي ان أحد مستشاريه كان من الهوسا وهو الذي أشار الي الخليفة بصناعة (الجبخانة) كما تعلم صناعتها في بلاده بلاد الهوسا وصنعت الجبخانة لأول مرة في السودان واحتفل بذلك ثلاث أيام علي التوالي

### نضالات الهوسا في دار مساليت
إذا تصفحنا سجل التاريخ الجهادي في السودان نجد فيه نجوما لامعة من أبناء الهوسا سجلو أسمائهم باحرف من نور وإن لم يسعنا حصرها هنا ولكننا سنقدم بعض النمازج من بعض الملامح الخالدة والتي تبعث علي الفخر والإعزاز.
فقد لعب العمدة \ حامد محمد عثمان الهوساوي دورا عظيما وخالدا في تاريخ سلطنة دار مساليت (الجنينة) وسجل له التاريخ الطويل للسلطنة مواقف مشرفة ومشرقة فقد كان مجاهدا بارا ومؤمنا بدوره العظيم والخالد في تاريخ سلطنة دار مساليت وقد اصدر السلطان عبد الرحمن بحر الدين ابكر إسماعيل وثيقة من السلطنة عرفانا بدوره وهي الآن موجودة لدي أحفاده بامدرمان.

### الهوسا والسلطنة الزرقاء
لقد كانت للهوسا علاقة وثيقة بالسلطنة الزرقاء خاصة العاصمة سنار وذلك لتوجهات تلك السلطنة الإسلامية واهتمامها بالدعوة وقد لاقي هذا التوجه نفس اهتمامات الهوسا وأشواقهم الروحية فاسس الهوسا في ظل السلطنة خلاوي الشيخ محمد القدال والزين صغيرون والتي كانت تضم حوالي خمسة آلاف طالب من غربي أفريقيا. كما اشار كتاب طبقات ودضيف الله الي عيسي ود كنو.
لقد كان لمسار السلطنة وتوجهاتها الأثر الملموس علي الهوسا في السودان إذ كان لهذا المد التاريخي والسياسي بصمات واضحة تمثلت في توجهات الهوسا نحو كتابة المصحف الشريف بالخط المغربي والتمسك بثوابت الدين واحكام القران والاحتراز من الفتنة والتوجه كذلك نحو العمل والإنتاج لم يصدهم عن دينهم فساد بل كانت قلوبهم معلقة بالمساجد والتعبد بكل همة.

## الهوسا ونتائج الدراسة الجينية لسكان السودان الحالي
في الدراسة التي استضاف لها مركز طيبة بري باحثين من معهد الأمراض المتوطنة (جامعة الخرطوم)والأكاديمية الوطنية السودانية للعلوم قدموا دراسة بعنوان (مدي أتساق التنوع الوراثي الوطني مع جغرافيا وتاريخ السودان) وهي دراسة تطبيقية علي المجموعات والهجرات البشرية في السودان باستخدام العلامات الوراثية وذلك بتحليل الحمض النووي (DNA) علي مستوي الكرومسوم الذكري و(الميتوكوندريا) لدراسة التركيبة الوراثية للمجموعات وعلاقتها ببعضها البعض وأصولها وهجراتها. ومما تمخضت عنه تلك الدراسة، انه بحسب بروفيسر محمد أحمد الشيخ مدير جامعة الخرطوم والذي أدار الحلقة الدراسية انه يثق تماماً في نتائج تلك الدراسة ووصفها بالعلمية والدقيقة.
وفي ذات السياق أكد مقدم الدراسة الدكتور هاشم يوسف حسن انه وبحسب ما نتج عن تحليل الـ DNA أن هنالك قربي جينية بين مجموعات قبلية كثيرة مما يشير إلي أصلها الواحد، وقالت الدراسة أن الهوسا والفلاتة من هي قبائل أسيوية وأوربية، إلي ذلك كشفت الدراسة عن صلة قربي جينية بين كثير من القبائل. فمثلا الجعليون حسب الدراسة فإن بعضهم يحمل جينات مثل جينات الهوسا والفولاني.

## مناطق تواجد الهوسا في السودان
ينتشر الهوسا بأعداد متفاوتة في كل أنحاء السودان بما في ذلك دولة جنوب السودان ولهم أحياء كبيرة ومتطورة في كل من الجنينة والفاشر ونيالا والأبيض وربك والخرطوم لهم منظمة دولية مقرها في بلجيكا اسمها منظمة الهوسا السودانية الدولية وود مدني وسنار والحواتة والقضارف وكسلا وبورتسودان والحصاحيصا والمناقل كما لديهم احياء في أغلبية قرى السودان وخاصة قرى الجزيرة مثل كريبة وبيكة ومدينة عرب وودربيعة وودرعية الهوسا وغيرهم من المناطق والقرى. كما استقرت هجراتهم المتأخرة (العقود الأولى من القرن العشرين) على امتداد النيل الأزرق من مايرنو إلى مشارف الكرمك وقيسان، أما استقرار الهوسا في غرب بحر الغزال (واو وراجا)، فقد كانت بغرض الدعوة. وقد أفلحوا في ذلك عن طريق التصاهر مع قبائل غرب بحر الغزال، مما دعا السلطات البريطانية في بداية ثلاثينيات القرن الماضي إلى تهجير عدد منهم من مناطق التماس بين الشمال والجنوب في إطار سياسة ما يعرف بـ«الأرض التي لا صاحب لها» (No Man-s Land)، وذلك لوقف المد الإسلامي إلى الجنوب. فقد انضمت كثير من الأسر المهجرة إلى أهلها بغرب القاش في كسلا.

## دور الهوسا الاقتصادي في السودان
تجمع كل الدراسات على الإسهام المقدر للهوسا في تاريخ السودان الاقتصادي الحديث. وهنا قد تبادر إلى ذهن القراء مشروع الجزيرة ومشاريع إنتاج القطن في جبال النوبة ومشروع إنتاج السمسم في القضارف ومشروع الزيداب مثلاً، غير أن دورهم في هذا المجال لم يبدأ بهذه المشاريع. فقد أورد الصحفي الشهير التيجاني عامر في جريدة (الأيام) الصادرة بتاريخ 2/1/1978 في عموده «أوراق مطوية» أن ممتاز باشا حاكم محافظة التاكا (كسلا والبحر الأحمر حالياً) في العهد التركي، عندما فشل في استقطاب البجا للعمل في مشروع القاش لجأ إلى قبائل الهوسا

## عمل الهوسا في السودان
يعمل الهوسا بصورة عامة في مجال الزراعة المطرية وفلاحة البساتين على ضفاف الأنهار والخيران، حيث ينتجون قصب السكر والقرع والبطيخ في مناطق سنار وجنوب النيل الأزرق. هذا إلى جانب صيد الأسماك في مناطق كوستي وربك وسنار وجنوب الدمازين، وينتجون الفول السوداني والقطن والذرة في الجزيرة وتصل منتجاتهم منها حتى أسواق العاصمة المثلثة. وإنهم أول من أدخل زراعة الأرز البلدي في منطقة ربك، وأول من فلح البساتين على امتداد نهر الرهد لإنتاج الفاكهة (المانجو على وجه الخصوص) والخضروات. وقد تفضل السيد رئيس الجمهورية بزيارة أحد هذه البساتين، وهي من أكبر بساتين المنطقة، يناهز عمرها الثمانين عاماً، يقال إن صاحبها كان لعدة سنوات ينقل الماء من النهر على كتفيه (بما يعرف بـ«الجوز») لري أشجارها. وقد زارها أيضاً عدد من كبار المسئولين باعتبارها نموذجاً لما يمكن أن يتمخض عن الإصرار والعزيمة. غير أن من الهوسا أيضاً الحرفيين من سائقي اللواري والشاحنات والحدادين والخياطين وغيرهم. أما الذين نالوا حظاً في التعليم، فيعملون في دواوين الدولة المختلفة معلمين وأطباء وموظفين وجنود في القوات المسلحة والشرطة وما إلى ذلك. هذا قليل من كثير عن الهوسا بصورة عامة، والهوسا في السودان على وجه الخصوص.

## الهوسا والفن والغناء
في الساحة الفنية السودانية كان لفناني الهوسا وجودهم الطبيعي، منذ وقت معقول، ففي مضمار الغناء باللغة العربية أو لهجتها السودانية، فقد ترك العديد من الفنانين المنتمين لقبائل الهوسا الأثر الملموس في تاريخ الاغنية السودانية. على سبيل المثال لا الحصر، كثيرا ما نسمع عائشة الهوساوية الملقبة بالفلاتية نسبتا لخلط الذي حصل في السودان بين الفولاني والهوسا والبرنوا كأول مغنية (أنثى) في إذاعة أمدرمان 1947 عام، لنفس أسباب الخلط بين الهوسا والفلاتة وغيرهم ن القبائل ذات الاصل الغرب إفريقي، اشتهرت عائشة بالفلاتية وليس بقبيلتها الحقيقية «الهوسا».. التي لها أغاني بها أي لغة الهوسا. وهناك عبد العزيز محمد داوود، من مواليد شرق السودان، وانتقل إلى الدامر مع الاسرة، واستقر بالعاصمة فإلى جانب أغانيه العربية فإن له أغاني رغم قلتها بلغة الهوسا. وهناك إبراهيم حسين من مواليد مدينة كسلا بشرق السودان، والذي استقر بالعاصمة وإن غلب على غناءه اللغة العربية. أما سليمان عمر سندة، من مواليد أمدرمان، فكان يؤلف ويلحن ويؤدي باللغتين رغم عدم استمراره في مضمار الغناء. ولا يزال «لون عنتر» المولود بكسلا شرق السودان، يمارس مهنته بالقوات المسلحة فرقة سلاح الموسيقى، إلى جانب بعض الانشطة الفنية الأخرى. والفنان الرحل ملك الجاز السوداني عمر عبدو من مواليد الديوم الذي يغني باللغتين الهوسا والعربية.

## المطبخ الهوساوي

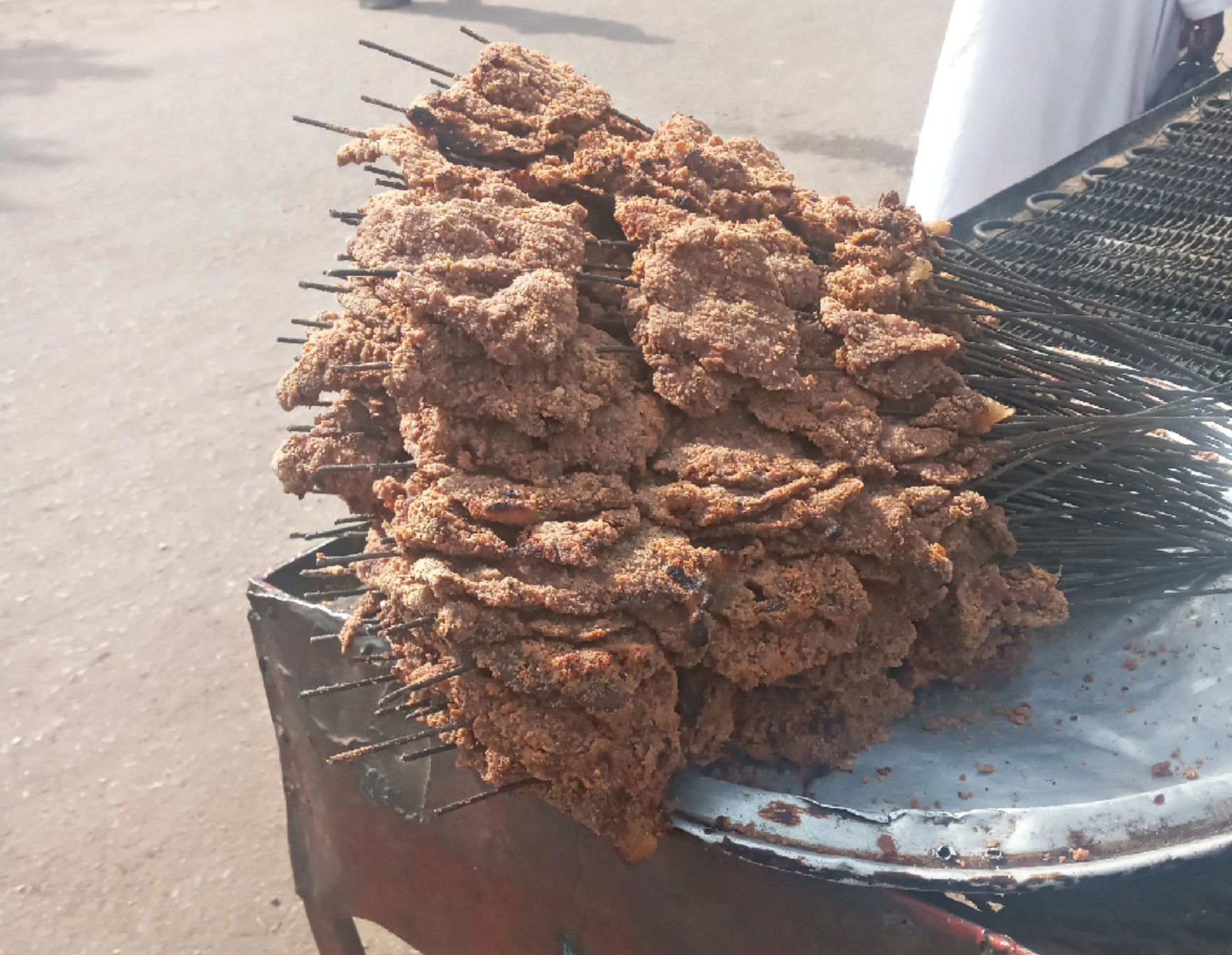
أقاشي سوداني

الاقاشي أو ظيري من الاكلات الشعبية لدي الهوسا حتى أصبح مرغوب لدي جميع قبائل السودان وانتشرة في كل ولايات السودان نسبة لانتشار الهوسا واصبح وجبة سودانية محلية تنتشر محلات بيعها وسط الأحياء الشعبية والراقية ويقبل عليها الأغنياء والبسطاء على حدٍ سواء وتنافس باقي الأكلات، حيث يحرص جميع السودانيين على تناولها جاهزة من محلات معينة يشرف عليها أبناء قبائل الهوسا ذات الأصول الأفريقية المعروفة.
والأقاشي كلمة معروفة في لغة الهوسا، وهي اللحمة المشوية بطريقة خاصة كما تعني الوجبة السحرية وهي عبارة عن شرائح من لحوم الضأن الحمراء، تُترك عدة ساعات في الشمس لتصبح جافة ويتم تتبيلها نحو ساعتين داخل تركيبة من البهارات التي تأتي خصيصًا من أشجار معينة تنمو في المناطق الاستوائية في منطقة بحر الغزال في الجنوب بالقرب من الحدود مع أفريقيا الوسطي، كما تُـوضع الشرائح والبهارات في الليمون الحامض والفلفل ثم تقلب في مسحوق الفول السوداني [ قراقو ] وكلوا وفرين ياجي وتُـوضع في أسياخ على الفحم دقائق معدودة ثم تؤكل مباشرة بالخبز ومعها كميات من البصل وسلاطة الشطيطة الحريفة المعروفة بشتط الاقاشي .
و من أهم الوجبات الشعبية لدي قبائل الهوسا هي القدو قدو ويعتبر وجبة نص رسمية لقبائل الهوسا تكون بعد وجبة الفطور وقبل وجبة القداء وهي من الاكلات الشعبية التي لديها اقبال منقطع النظير ولا سيما في الولايات وفي ذلك قول مأثور- لرواد تلك الاكلة الشعبية ذائعة الصيت، وهو (زول تضربوا عربية دا قضاء وقدر زول يموت يكون قضاء وقدر واحد يكون عيان ويموت برضو قضاء وقدر لكن زول (يكشح) قدو قدو دا إهمال)،
للهوسا وجبات شعبية كثيرة ومفيدة منها طن واكي يصنع من دقيق القمح أو ذورة الشامية أو دقيق ارز يضيف عليه ملح وشوية اترون ثم يعجن الدقيق تخين شوية بعد ذلك يغلا الماء ثم تاخذ قطع صقير من العجين تضعه في الماء المقلي لمدة قصير. هذا ممكن تاكل بملاح أو زين مغلي بالبصل
أيضا وينا من الاكلات الشعبية للهوسا

## الهوسا والقورو
ثمرة القورو هي عبارة عن نبته صغيرة في حجمها تشبه الليمون.و في طعمه مرة المذاق، وتحتل مكانة عالية في قلوب قبائل الهوسا، ولكن في السنوات الأخيرة انتشر بالأسواق الرئيسية لمدينة الفاشر بصورة لافتة للنظر وفي باقي المدن والقرى السودانية وهذا الانتشار يدل إلى مدى انتشار قبائل الهوسا في السودان. وتعتبر هذه الثمرة من المنبهات كالشاي والقهوة، دائماً ما تحفظ في الأماكن الرطبة حفاظاً من التلف، يمضغها ويتعاطاها الرجال والنساء من قبائل الهوسا وبعض شباب مدينة الفاشر والمدن الأخرى، حيث تترك في الفم لفترات طويلة من الزمن بغرض زيادة الحيوية والنشاط الجسماني.

## شجرة القورو

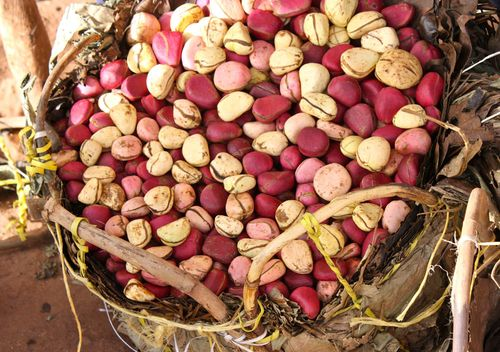
القورو

تقول الأسطورة إن مدينة شاقامو الواقعة في الجزء الجنوبي الغربي لدولة نيجيريا الموطن الأصلي لشجرة القورو، كما تزرع أيضاً في بعض دول القارة الإفريقية مثل مالي والنيجير والكاميرون ووسط أفريقيا، وتدخل السودان عبر البوابة الغربية ل ولاية شمال دارفور قادماً من دولة تشاد مروراً بدولة النيجير، ويقول الشيخ «حاج رابح الياس» أحد أبناء قبائل الهوسا والذي يعمل في تجارة ومضغ القورو لفترات طويلة، إنها في الأصل من دولة نيجيريا مدينة (شاقامو)، وهي ثمرة من شجرة كبيره تشبه المنقة مغطاة وملتفة بقشرة سميكة تحتوي مابين سبعة إلى عشر ثمرات تزرع دائماً في المجاري والوديان، وتحتاج إلى كميات كبيرة من المياه حتى تكبر، ويمثل الشيخ «الياس» أبرز الرجال بسوق (الفاشر) المهتمين بمضغ (القورو) باعتقاده أن لها فوائد جمة على صحته، كما أنه يوصي كذلك أبناءه بضرورة مضغها يومياً.
يعتقد الكثيرون من متعاطي القورو بأن لها فوائد عديدة، فهي تستخدم كعلاج لمرضى القلب والسكري وأمراض الأعصاب والفشل الكلوي. أما الشاب «احمد صالح» وهو من شباب (الفاشر) الذين درجوا على مداومة مضغ (القورو)، فقد أشار إلى أن للنبتة مقدرة عالية على زيادة حيوية النشاط البدني والجسماني، وأضاف وهي ثلاثة أنواع هي الأحمر والأبيض والأغبش الذي يُسمى بالذكر، ويصنف الأخير بأنه أشد مرارة في المذاق من الأبيض والأحمر.
إن شريحة الشباب وسائقو المركبات العامة بمدينة الفاشر هم أكثر المتعاطين لثمرة القورو

## الهوسا في مضمار الرياضة الحديثة والتراثية

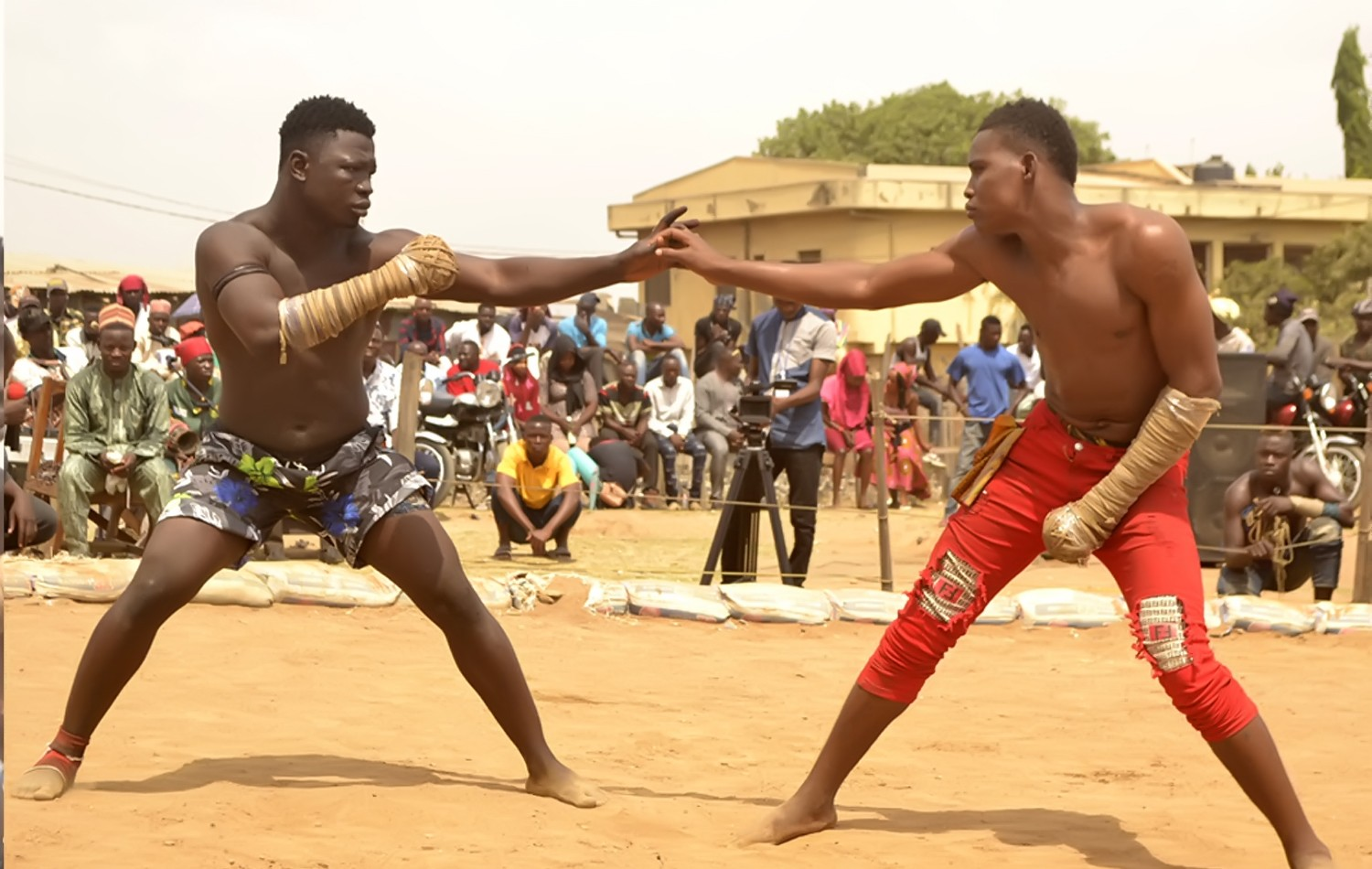
الدامبي هي رياضة معروفة في مناطق الحوسة

المقصود بالحديثة أي المنظمة الآن في اندية ذات نظم إدارية مثل كرة القدم والطائرة والسلة على سبيل المثال لا الحصر. الرياضة التراثية التي تكون من الموروثات الخاصة بالقبيلة إنفردت بها أو اشتركت مع قبائل أخرى.

## سياسة الحكام السودانيين تجاه الهوسا
درج المسؤولون السودانيون منذ أمد طويل في وسائل الأعلام المختلفة داخل وخارج السودان على وصف قبائل الهوسا بالاجانب ابتدءاً من زمن جعفر النميري رئس جمهوية السودان في ذاك الوقت في بداية الثمانينيات عندما حاول بترحيل بعض القادمين الجدد من قبائل الهوسا إلى نيجيريا ولكن فشل. لتدخل الامم المتحدة ونيجيريا ارسلت رسالة شديد اللهجة إلى النميري وقامت بقطع علاقاتها الدبلوماسية مع السودان. هذه من الأسباب التي جعلت النميري يتراجع عن قراره.
و في زمن الصادق المهدي قام بحملة ضد القبائل الأفريقية بحجة انهم لاجئين استخرج لكثير من أبناء الهوسا بطاقة لاجئين. وفي نهاية أغسطس 2008 تحدث رئيس الجمهورية عمر البشير لصحيفة الأيام وذكر بالحرف الواحد حسب ما جاء في الصحيفة الآتى (ليست هناك قبيلة سودانية اسمها الهوسا، والهوسا أجانب في السودان) أن هجرة الهوسا للسودان قديمة قبل ما يُعرف بالسودان الجغرافي سابقاً، وهم منتشرون في عدد ٍ من دول القارة الأفريقية وكذلك في الكثير من الدول العربية، ولكن البشير وبعض حاشيته وبعض الساسة يريدون القفز فوق الحقائق والتاريخ حتى وإن أدى ذلك إلى تمزيق النسيج الاجتماعي الممزق أصلاً أو فناء السودان بأكمله بل ومحوه من الوجود.
ليس هناك خلاف فالكل يعلم عن أصوله المهاجرة أو الوافدة أو (المدفونه تحت التراب) في كل أنحاء المعمورة ويعتز بها وليس هناك عيب أو وصمة عار حتى يقذفها المسؤولون السودانيون يمنة ويسرة بل هو دليل عافية وثراء حقيقي لو يعلمون. وقد رأينا هنا أن نلقي قليلاً من الضوء على مجموعة الهوسا في السودان وذلك بمناسبة الأحداث التي شهدتها مدينتا القضارف وكسلا في أغسطس 2008 وهي عبارة عن مظاهرات احتجاج على ما قاله رئيس الجمهورية لهذ القبائل المسالمة. وإن التناول لهذا الموضوع يكون من منظور أكاديمي صرف غير مشوب بالسياسة. جدير بالذكر أن هذه ليست المرة الأولى التي نسمع فيها مثل هذا الحديث حول شريحة السودانيين الذين تتصل جذورهم بغرب إفريقيا. لا تكاد توجد بلدة على وجه الأرض لم تدخل الهجرات في تشكيل تركيبتها السكانية. والأمر الجاري في كل الدنيا، أن تتمازج العناصر المهاجرة مع العناصر المحلية لخلق مجتمع متجانس ومتماسك. ومن ما هو بديهي أن التنوع العرقي والثقافي واللغوي الذي ينعم به السودان يمكن أن يكون مصدر قوته وعظمته إذا تُرك للانصهار الطبيعي من غير تدخل وتوجيه، مما سيفضي إلى خلق مجتمع متجانس في قيمه العامة وقوي ومتماسك في بنيته. ولكن كيف يتم هذا الانصهار، ومن ثم التجانس للوصول إلى هذا المجتمع القوي المتماسك المنشود، بينما يسعى بعض العامة والمثقفين إلى تصنيف المواطنين من حيث الأرض التي هاجروا منها؟ هؤلاء من نيجيريا وهؤلاء من البحيرات العظمى، وهؤلاء من مصر، وهؤلاء من المغرب، وهؤلاء من الجزيرة العربية! ما أهمية هذا التصنيف طالما كلهم يحملون الجنسية السودانية وينتمون إلى السودان وجدانياً وقانونياً؟ ولعل القارئ سمع بنداء الرئيس الأمريكي جورج بوش في الأعوام القليلة الماضية وهو يدعو المهاجرين الجدد الذين حصلوا على الكرت الأخضر قبل عشرة أعوام فقط، يدعوهم بالاستعجال في الاندماج في المجتمع الأمريكي. وعلى النقيض من ذلك، يسعى بعض العامة والمثقفين في السودان إلى تذكير شرائح معتبرة من المواطنين الذين أندمجوا (أو في حالة اندماج) في النسيج السكاني منذ أكثر من مائة عام، يذكرونهم بأنهم ينتمون إلى بلاد أخرى. والغريب في الأمر أن المهاجرين من غرب إفريقيا الذين عبروا السودان واستقروا في الحجاز في المملكة العربية السعودية لم يسبق قط أن تعرضوا لأمر كهذا، علماً بأن هؤلاء قد استقروا خارج قارتهم الإفريقية وسط أناس لا يشبهونهم لغة ولا عرفاً ولا ثقافة، إنما فقط كانوا يؤمنون حقاً وصدقاً بأن الأرض أرض الله: «... ألم تكن أرض الله واسعة فتهاجروا فيها» (النساء:97).

## وصلات خارجية
- كتاب موسوعة الهوسا التاريخية في السودان الآن متوفر في المكتبات السودانية